# Austin Gatt
Austin Gatt (né le 29 juillet 1953 à Malte), est un homme politique maltais. Il est ministre des Infrastructures, des Transports et des Communications de 2008 à 2013.